# Dudinka (rzeka)
Dudinka (ros. Дудинка) – rzeka w Rosji, prawy dopływ Jeniseju, na terenie Tajmyrskiego (Dołgańsko-Nienieckiego) Okręgu Autonomicznego w Kraju Krasnojarskim.
Długość rzeki wynosi 200 km. Powierzchnia dorzecza obejmuje 5970 km².
Wpada do rzeki Jenisej w odległości 1989 km od Krasnojarska i 433 km od ujścia rzeki Jenisej.
W miejscu gdzie Dudinka wpływa do Jeniseju leży miasto Dudinka, którego nazwa pochodzi od rzeki. Najbliższe większe miasto to Norylsk.